# 1551 w literaturze
Wydarzenia literackie w 1551 roku.

## Nowe książki
- polskie
  - Marcin Bielski – Kronika wszytkiego świata
  - Andrzej Frycz Modrzewski – Commentariorum de Republica emendanda libri quinque (Rozważań o poprawie Rzeczypospolitej ksiąg pięć)
  - Stanisław Murzynowski – Historyja o Spierze